# Alby (Öland)
Alby es un pueblo en el mar Báltico, en el distrito Hulterstad en la franja occidental de la Stora Alvaret. La evidencia arqueológica indica que este acuerdo ha sido uno de los más antiguos en la isla de Öland, con las excavaciones, que data de la Era Paleolítica, que muestra la presencia de cazadores-recolectores. Las fechas de la prehistoria del pueblo a la Edad de Piedra cuando los colonos del continente emigraron a través del puente de hielo que conecta la isla a través del estrecho de Kalmar aproximadamente en el 6000 al 7000 a. C. Estos primeros habitantes son conocidos en la literatura arqueológica como "Pueblo de Alby".
En los tiempos más remotos los pobladores subsistían de la caza, la pesca y la recolección, pero la agricultura del año 4000 a. C. suplantó ese estilo de vida, y continúa hasta los tiempos actuales como el principal medio de vida. El pueblo se encuentra encima del bajo cordón litoral y se extiende al norte y el sur definiendo la separación de la llanura costera de la Stora Alvaret. Alby está situado en la carretera de dos carriles de la costa este, con las comunidades de Hulterstad y Triberga hacia el sur. Al norte se encuentran las aldeas de Stagerstad y Stena.
Alby es un componente de la Alvaret Stora, tierra que ha sido designada como Patrimonio de la Humanidad por la UNESCO, Paisaje agrícola del sur de Öland, debido a su extraordinaria biodiversidad y su prehistoria.

## Geografía
Alby está situado en la costa sureste de la isla de Öland, y es atravesado por el carril de la ruta 136 de Suecia, que es la carretera del perímetro principal de la isla. Öland es segunda isla más grande de Suecia y está situada en el Mar Báltico, en la parte continental del suroeste de Suecia. Más al sur, en la carretera 136 se encuentran las aldeas de Triberga (un kilómetro) y Hulterstad (tres kilómetros). El pueblo de Stagerstad se encuentra a dos kilómetros al norte de la carretera perimetral. La ciudad importante más cercana es Färjestaden, que está situada a 25 kilómetros al noroeste, en el embarcadero del puente del estrecho de Kalmar en el lado de Öland.
Alby está limitada al este por el Mar Báltico y al oeste por el Stora Alvaret, una piedra caliza estéril expansiva. Otros puntos de interés en sus alrededores son la antigua reserva de juego real de Ottenby, que se encuentra en el extremo sur de la isla a unos 30 kilómetros, cerca de ella se encuentra la fortaleza Eketorp, una fortaleza de la Edad de Hierro que fue restaurada, situada 21 kilómetros al sur.

## Geología

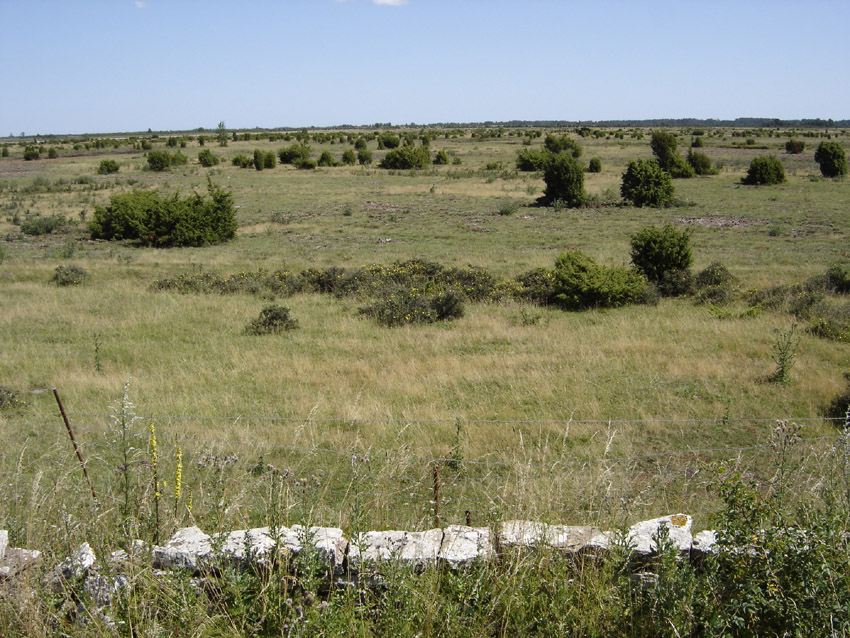
Vista de la geografía de Alby.

Las capas de roca de fondo son principalmente de piedra caliza del Ordovícico que se remonta a por lo menos 600 millones de años. La mayor parte de la capa superficial del suelo fue creada a partir de los glaciares con la trituración de la piedra caliza, acción que creó la casi plana formación de piedra. Fue al final de la última Edad de Hielo que llevó a elevar, la creación de forma del terreno que actualmente la isla de Öland.
El pueblo de Alby, así como las civilizaciones precursoras de la Edad de Piedra hasta la época medieval, se desarrolló principalmente en una cresta angosta que corre de norte a sur, paralela a la costa del Mar Báltico. Este lugar es el único (a excepción de la arena de playa) a lo largo de la costa oriental en el que suelo se extiende más del máximo de dos centímetros de la Stora Alvaret. La cresta se formó por la acción del oleaje durante el levantamiento posterior a la Edad de Hielo. Por lo tanto esta capa más gruesa del suelo, siempre es el único lugar acogedor para los cimientos de edificios, cementerios y la agricultura.

## Historia

### Comienzo de la Historia
Los primeros colonos construyeron chozas en la Edad de Piedra temprana hechas en madera, en el borde de una laguna prehistórica en el noroeste de la Alby actual. Las excavaciones arqueológicas llevadas a cabo durante un período de años en el siglo XX, han revelado evidencias de osos, martas, caza de focas y marsopas, cabe también aclarar la caza en el mesolítico y las tecnologías de recolección a través del descubrimiento de los huesos de lanzas, arpones, cornamenta de alce y pedernales. Estos primeros habitantes habrían cruzado el estrecho de Kalmar desde el continente hacia el final de la última Edad de Hielo, antes de que la capa helada se hubiera derretido por completo, y por lo tanto proporcionando un puente de hielo. A los colonos de Alby se conoce como el "Pueblo de Alby" en la literatura arqueológica, y el pueblo Alby mesolítico es uno de los principales recursos que lo llevaron a la designación de la Unesco de la Stora Alvaret como Patrimonio de la Humanidad.

### De la Era de Bronce a la Era de los vikingos

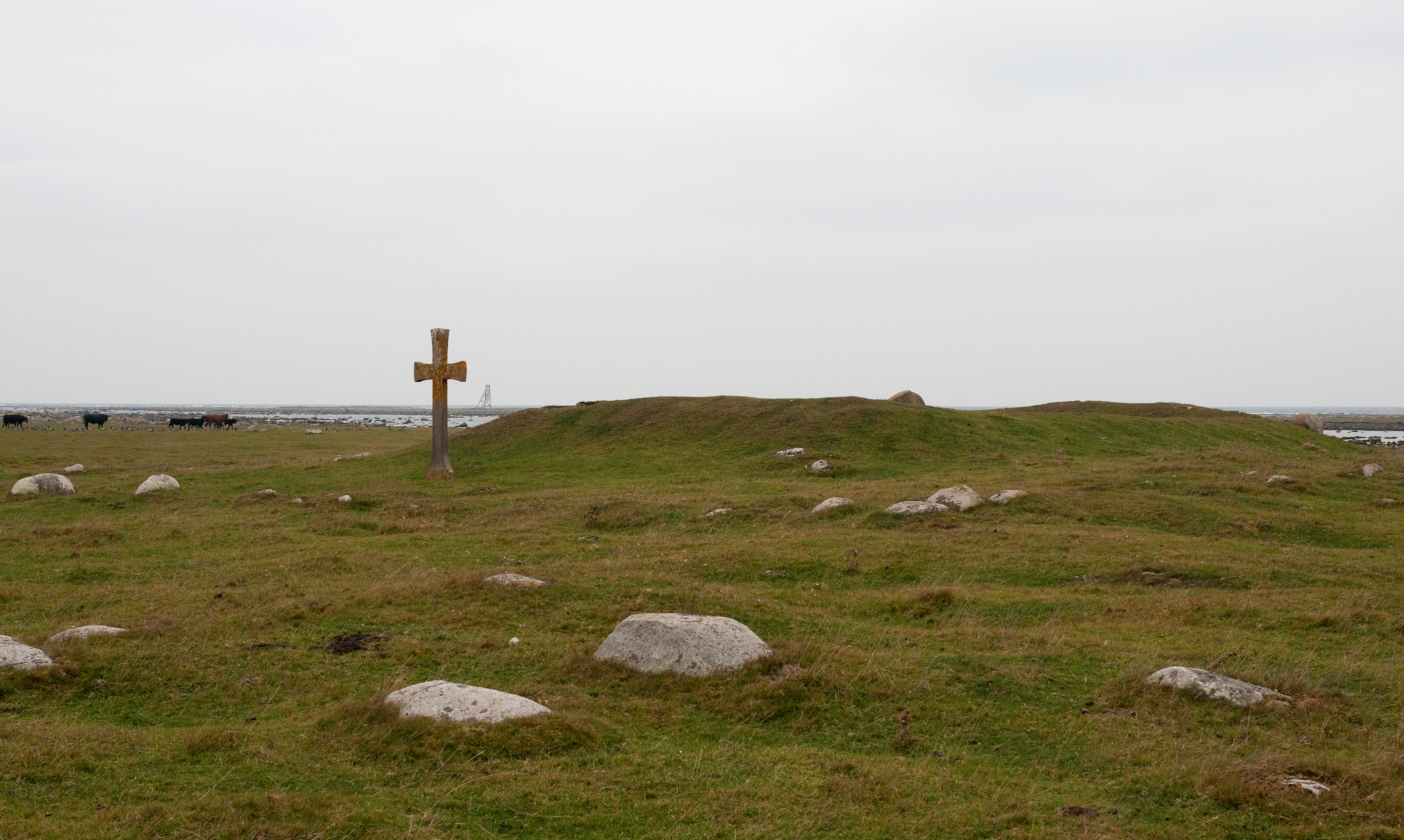
Los túmulos con piedras.

La principal prueba de la vida en el área de Alby a partir de 1000 a. C. al 1000 se deriva del cementerio en Hulterstad, ligeramente al sur del distrito de Alby. El Hulterstad Gravfeld está situado al este de la carretera de la costa y contiene unos ondulados túmulos que comprenden más de 170 entierros individuales, por lo que es uno de los mayores cementerios en Öland. Estos entierros abarcan la Edad de Bronce, Edad de Hierro y los períodos de los vikingos. El terreno ondulado, es característico de la Edad del Hierro donde se encuentran los túmulos y donde hay numerosas piedras de pie presentes. Numerosos artefactos han sido recuperados de este cementerio, incluyendo cadenas de bronce y una caja con agujas realizadas en hueso.
Tumbas vikingas también se han encontrado en el cementerio de Hulterstad, así como el extenso Strandvalle Gravfeld a unos pocos kilómetros más al sur. Estos resultados implican que Alby era un enlace dentro de una cadena de asentamientos vikingos, que se concentraban en la costa sureste de Öland. Los marineras de cultura vikinga parecían preferir el lado oriental de la isla, probablemente debido a las buenas playas y una amplia forestación.

### Edad Media hasta finales delsigloXVII

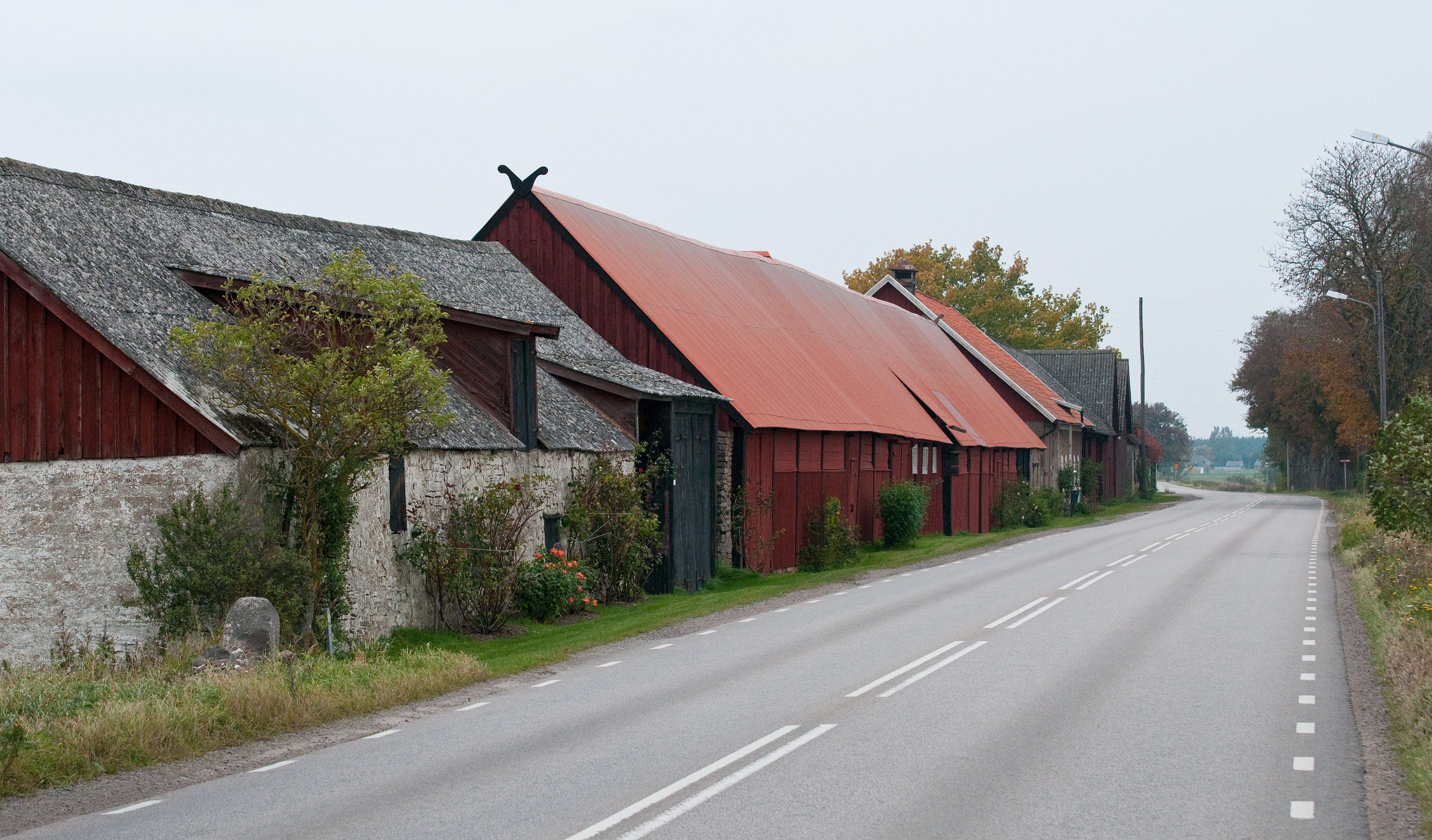
Residencias del en Alby.

Aunque existe poca información registrada para este período, los entierros vikingos están fechados en la Alta Edad Media. Por decreto real, los registros detallados de la iglesia comenzaron a ser conservados por el siglo XVII, este último en forma de nacimientos, defunciones, bautizos y censos anuales del hogar. Por todo el distrito de Hulterstad, estos archivos se prepararon y se mantienen en la Iglesia Hulterstad. Estos registros forman una base estimativa de la población y la duración de la vida de los residentes de Alby a finales del siglo XVII, ya que los registros de Alby se mantuvieron distintos de otros pueblos en el distrito Hulterstad. La población del siglo décimo séptimo se ha estimado en 35 a 60 personas con la esperanza de vida de aproximadamente 45 años.
Los edificios más antiguos que sobreviven a la fecha en Alby y pertenecen al siglo XVI, irónicamente, son Malmhouses, los hogares creados para la vivienda de los pobres y los sin tierra, de hecho, estas casas fueron construidas con estándares muy altos de la época temprana y consisten en la construcción con madera pesada y chimeneas interiores. Los valores sociales y culturales de los suecos, demuestran la voluntad de los primeros ciudadanos terratenientes para financiar viviendas de calidad para los miembros más pobres de la comunidad, tan pronto como en el siglo XVI, por otra parte, esta es una prueba temprana de la laboriosidad de los pobres a construir una vivienda sustancial en la tierra que no poseían.

### De 1680 a 1870
La población continuó creciendo, pero la agricultura dejó de ser la única forma de ganarse la vida, a pesar de que sigue siendo la forma dominante de trabajo. El pueblo se desarrolló con especialistas, en oficios tales como herrería y sastrería. La tienda del herrero de la aldea fue construida en esta época, en el lado oeste de la carretera de la costa, probablemente en el siglo XVIII, y se conserva a partir de 2006, se ha convertido en un pequeño museo. Es interesante que la estructura de herrería, se tuvo que construir fuera de la ciudad, del siglo XVII con piedra seca como pared, porque la actividad que plantea un riesgo de incendio para los demás.
Esta era comenzó la ola de la emigración americana que llevó a un gran número de suecos hacia el Nuevo Mundo. Además de las extensas anotaciones manuscritas en poder de la Iglesia Hulterstad durante este tiempo, los registros detallados de los pasajes de los buques que transportan inmigrantes se mantuvieron, y se registran a mucha gente de Alby viajó a los Estados Unidos para comenzar una nueva vida. Copias de los dos tipos de registros se mantienen en el Instituto Sueco de Emigrantes en la ciudad de Växjö.

## Demografía y aspecto actual
La población local en 2006 se estima en 125 personas. Al igual que Öland en su conjunto, alrededor del 94 por ciento son protestantes luteranos. Más del 90 por ciento de la población son los suecos nativos, y toda la población es blanca. Mientras que la mayoría de la población es permanente, hay algunas casas que se usan sólo como casa de vacaciones de verano, en su mayoría propiedad de los suecos que tienen una casa principal en el resto del país.
Prácticamente no hay ningún uso del suelo del tipo comercial en Alby a partir de 2006, ni tampoco hay un historial de uso de suelo de forma comercial. El pueblo se compone de viviendas unifamiliares, algunas de las cuales forman parte de una operación agrícola. Las únicas excepciones a los usos residenciales y agrícolas son una librería y un edificio de cafetería y un pequeño museo, el último de los cuales es el taller del herrero original.

## Flora y fauna

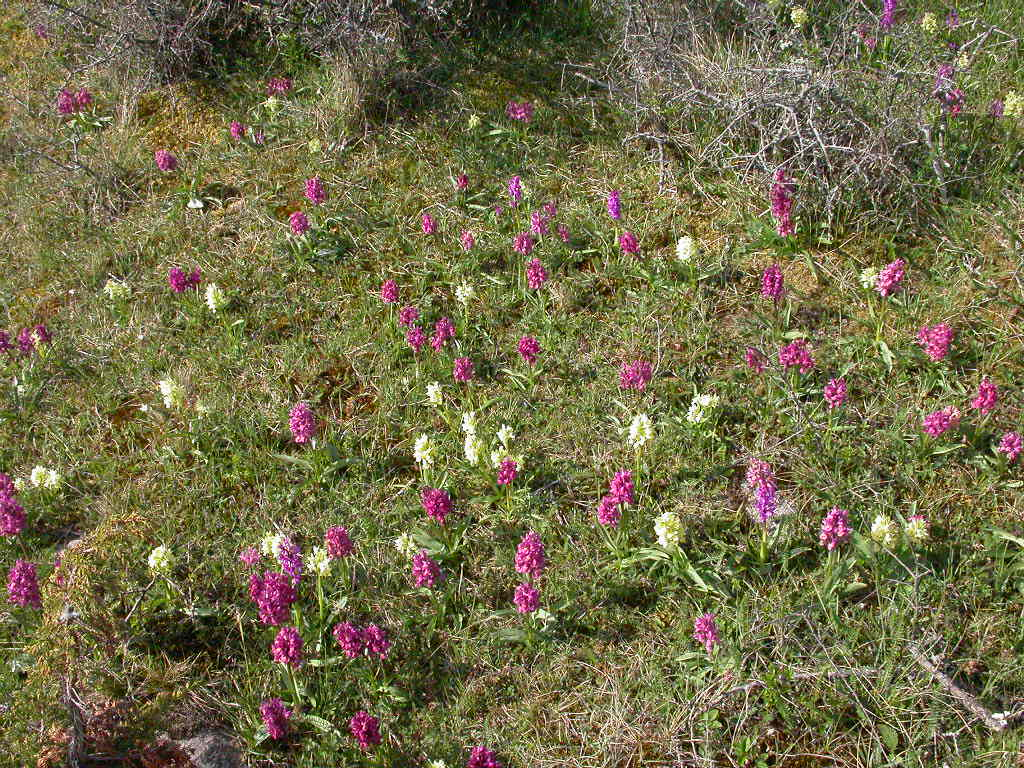
Alvar, flora en Öland

La franja occidental de Alby incluye algunas tierras de pastoreo y las fronteras en el Stora Alvaret, la mayor extensión de hábitat de Alvar en Europa. Esta formación geológica única es una meseta casi al mismo nivel. El Stora Alvaret tiene una capa de suelo muy delgado, que crea las condiciones de adaptación poco comunes y, por lo tanto, conduce a una gran cantidad de especies de plantas raras. El primer estudio científico documentado de la biota de la parte oriental de la Stora Alvaret ocurrió en el año 1741 con la visita de Linneo. Él escribió acerca de este ecosistema singular: "Llama la atención cómo algunas plantas son capaces de prosperar en el lugares más secos y estériles la mayoría de alvar ". El alvar aquí también es compatible con especies raras de mariposas, polillas y otros insectos.
Algunas de las especies relictas de la era glacial se encuentran entre la paleta de la flora de la Stora Alvaret. Una amplia variedad de flores y otras plantas se encuentran en el ecosistema de pavimento de piedra caliza. Algunas de las especies encontradas son uva de gato, apio oriental, Artemisia Öelandica (endémica de Öland), y vicia de riñón. En el noroeste de Alby es un humedal estacional que tiene charcos primaverales y la diversidad correspondiente de las plantas del humedal.
La parte oriental de Alby es una llanura costera que conduce a las playas de arena y guijarros. Esta llanura costera arenosa soporta una variedad de hierbas y flores silvestres nativas de playas diferentes de la especie Alvar, en el lado oeste de Alby. Avafauna en el lado de la playa son el negro y zarapitos golondrina de mar, los cuales también frecuentan las lagunas primaverales hacia el norte. Las aves marinas que se encuentran aquí son los cormoranes y cisnes, los mamíferos marinos como foca y la marsopa común también se ven.